# Сандово
Са́ндово (до 1929 года Орудово) — посёлок городского типа в Тверской области России. Административный центр Сандовского округа.

## География
Расположен у слияния рек Ратыни и Орудовки (бассейн Волги), в 248 км к северо-востоку от областного центра города Твери. Железнодорожная станция на линии Москва — Калязин — Сонково — Санкт-Петербург.

### Географическое положение
Посёлок Сандово расположен в Моложской низине, несколько западнее всхолмлений по линии Старое Сандово — Тухани, на высоте 154 метра над уровнем моря. Посёлок находится на северо-востоке Тверской области, в 180 километрах по прямой к северо-северо-востоку от Твери, в значительном удалении от промышленных центров. В 4 километрах к северо-западу от центра посёлка находится граница Сандовского района Тверской области с Устюженским районом Вологодской области, в 15 километрах к западо-северо-западу — граница с Пестовским районом Новгородской области. Ближайшие города : Пестово (39 км.) и Устюжна (42 км.), ближайший соседний районный центр в Тверской области : Молоково (38 км.). В непосредственной близости от посёлка находятся деревни Александровское (2 км.), Дурниково, Нивицы, Пономарёво (3 км.), Григорово, Квашонки, Соболины (4 км.).

### Гидрография
Посёлок находится в бассейне Верхней Волги. Через посёлок протекает река Орудовка, перегороженная в 1962 году земельной дамбой, построенной при участии жителей посёлка, и дважды реконструированной в конце 1970-х — начале 1980-х и в 2013 году. Пруд, образованный дамбой, используется для водохозяйственных нужд посёлка и окрестных сельскохозяйственных предприятий, а также для купания жителей посёлка. В 500 метрах от юго-западной окраины посёлка Орудовка левым притоком впадает в Ратыню, правым притоком (на юго-западной окраине Сандовского района) впадает в Мологу в её среднем течении в районе деревни Тюхтово. Мологи, в свою очередь, впадает в Рыбинское водохранилище.

## История

### Старое Сандово
Село под названием Сандово (ныне — село Старое Сандово, примерно в 15 километрах к юго-востоку от нынешнего места расположения посёлка Сандово) впервые упоминается как село Городецкого уезда, принадлежавшее Краснохолмскому Антониеву монастырю, оно было расположено примерно посередине древнего торгового тракта Устюжна — Городецко (нынешний Бежецк), примерно в 10 километрах к западу от него начинались новгородские земли. Согласно указу 1764 года об изъятии церковных земель крепостные крестьяне сандовских земель были изъяты у монастыря и переданы в ведение экономической коллегии, а по указу Сената 1775 года Сандово с окрестными сёлами и деревнями вошло в Весьегонский уезд. В XIX веке Сандово было известно как крупное торговое село и центр Сандовского прихода Щербовской волости Весьегонского уезда. В 1919 году (на следующий год после установления советской власти в сандовских сёлах и деревнях) Сандово стало центром одноимённого сельсовета Щербовской волости, а в мае 1924 года (по другим данным — в 1925 году) — центром вновь образованной Сандовской волости Весьегонского уезда, в состав которой вошли Арханская, Залужская и Щербовская волости.

### Административные преобразования
В соответствии с постановлением Президиума ВЦИК «Об образовании на территории РСФСР административно-территориальных объединений краевого и областного значения» от 14 января 1929 года из трёх северо-западных областей Весьегонского уезда (Лукинской, Сандовской и Топалковской) был образован Сандовский район, вошедший в состав Бежецкого округа Московской области. Первый съезд районных депутатов состоялся 11 августа 1929 года.
В том же году президиум Сандовского волостного исполкома предложил сделать административным центром не село Сандово, а железнодорожную станцию «Сандово» (движение по которой было открыто в 1919 году)) «ввиду того, что данный пункт является кооперативным центром трёх волостей: удобное передвижение и связь с Лукинской и Топалковской волостями». Данное предложение было поддержано исполкомами указанных волостей, однако в соответствием с названием района решили закрепить название Сандово за новым районным центром. В феврале 1932 года районный центр переехал из села Сандова (которое впоследствии получит наименование Старое Сандово) на нынешнее место расположения — в деревню Орудово на реке Орудовке, которая к тому времени насчитывала 56 хозяйств и относилась к Яковлевской сельхозартели Орудовского сельсовета, и на месте которой строился новый посёлок — нынешнее Сандово.
С 1935 года Сандовский район включён во вновь образованную Калининскую область (с 1990 года Тверская область). В сентябре 1967 года Сандову присвоен статус посёлка городского типа. В 2005 году в связи с реформой местного самоуправления посёлок получил статус муниципального образования (городского поселения), были проведены выборы поселкового совета депутатов. В 2012 году посёлок отметил своё 80-летие.

## Население
| 1859  | 1889  | 1939  | 1959  | 1970  | 1979  | 1989  | 2002  | 2004  |
| ----- | ----- | ----- | ----- | ----- | ----- | ----- | ----- | ----- |
| 293   | ↗395  | ↗1172 | ↗1896 | ↗2875 | ↗3807 | ↗4605 | ↘3933 | ↗4057 |
| 2005  | 2006  | 2009  | 2010  | 2012  | 2013  | 2014  | 2015  | 2016  |
| ↘3800 | ↘3727 | ↘3647 | ↘3507 | ↘3484 | ↘3433 | ↘3382 | ↘3292 | ↘3192 |
| 2017  | 2018  | 2019  | 2020  | 2021  |       |       |       |       |
| ↘3143 | ↘3072 | ↘2993 | ↘2949 | ↗3106 |       |       |       |       |

Национальный состав
По итогам переписи населения 2020 года проживали следующие национальности (национальности менее 0,1 % и другое, см. в сноске к строке «Другие»):
| Национальность | Численность, чел. | Доля     |
| -------------- | ----------------- | -------- |
| Русские        | 2991              | 96,30 %  |
| Чеченцы        | 23                | 0,74 %   |
| Украинцы       | 16                | 0,52 %   |
| Другие         | 76                | 2,44 %   |
| Итого          | 3106              | 100,00 % |

## Экономика
Предприятия посёлка:
- ПАО «Сандовское АТП» — Сандовское автотранспортное предприятие (перевозка пассажиров),
- ООО "УК «Альянс» п. Сандово (жилищно-коммунальные услуги),
- ООО «Альянс Сандовские тепловые сети» (услуги теплоснабжения),
- ГУП «Сандовское ДРСУ» — дорожное ремонтно-строительное управление (строительство и ремонт дорог),
- ПО «Хлеб» (производство хлеба),
- РайПО (торговля, общественное питание),
- ООО «Арм-Росс» (добыча песка, гравия, щебня).

## Транспорт

### Железная дорога
По территории посёлка проходит Савёловский железнодорожный ход (участок Овинище II — Пестово), имеется железнодорожная станция. От станции Сандово по железной дороге 38 километров до Пестова и 92 километра до Кабожи (северо-западное направление), 36 километров до железнодорожного узла Овинище-II, 75 километров до Красного Холма, 108 километров до Сонкова. По субботам через Сандово ходит пассажирский поезд Сонково — Пестово.

### Автомобильный транспорт
Имеется автомобильная дорога Хабоцкое — Молоково — Сандово — граница Вологодской области (далее на Устюжну). Расстояние по автомобильной дороге до Молоково 42 километра, до Хабоцкого (трасса Тверь — Весьегонск) 58 километров, до Красного Холма 69 километров, до Бежецка 111 километров, до Твери 236 километров. До Весьегонска 128 километров по асфальтированной дороге через Хабоцкое, 112 километров через Устюжну, 58 километров по местным грунтовым дорогам через Любегощи.
Функционирует автотранспортное предприятие. Автостанции нет, автобусы ходят от железнодорожной станции. Автобус Тверь — Сандово через Рамешки — Бежецк — Красный Холм — Молоково ходит два раза в сутки, идёт около 5 часов 30 минут. Местное сообщение связывает Сандово с деревнями и сёлами Сандовского МО.

## Культура
В Сандово действует районный центр досуга, здание которого было построено в 1984 году. Директор центра — заслуженный работник культуры В. А. Финагин. В Центре работает народный театр, эстрадный театр «Набат», танцевальный коллектив «Сандовчанка», студия вокальной эстрадной песни «Монитор» и другие творческие коллективы. В 2003 году после реконструкции открыт спортивно-молодёжный центр, в нём работает футбольный клуб и спортивные секции.
В посёлке действует центральная районная библиотека (с 1932 года), издаётся районная газета «Сандовские вести». Газета образовалась 1 апреля 1930 года. Учредителями являются Сандовский районный совет народных депутатов и коллектив редакции газеты. Газета первоначально называлась «Большевистский сев», затем последовательно «Коммунистический труд», «Путь коллективизации», «За коммунистический труд». С апреля 1962 по май 1965 года газета не выходила, с мая 1965 выходила под названием «Ленская правда». Выпускается 1 раз в неделю и освещает актуальные проблемы и новости Сандовского района. Наибольшая часть тиража расходится по подписке, а также по основным торговым точкам посёлка Сандово. Цифровая версия газеты распространяется
на официальном сайте.
В начале августа в посёлке проводится праздник — день района.

## Памятники

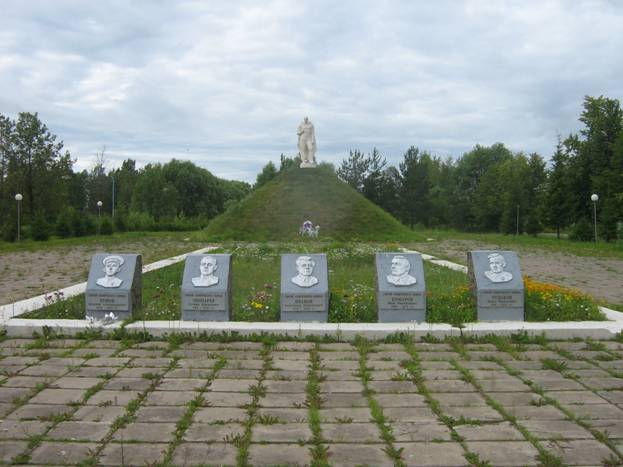

Памятник воинам — землякам, павшим за Родину в годы Великой Отечественной войны в виде солдата, стоящего на холме, (открыт 9 мая 1975 года в честь 30-летия Победы), расположен на улице Лесной недалеко от железнодорожного вокзала. Перед холмом стоят памятники пяти героям Советского Союза — жителям Сандовского района — В. А. Ершову, С. Д. Звонарёву, А. М. Иванову, И. М. Комарову, П. В. Рудакову.

## Топографические карты
- Лист карты O-37-XIII Сандово. Масштаб: 1 : 200 000. Состояние местности на 1982 год. Издание 1990 г.